# 4 Pułk Strzelców Konnych (Królestwo Kongresowe)

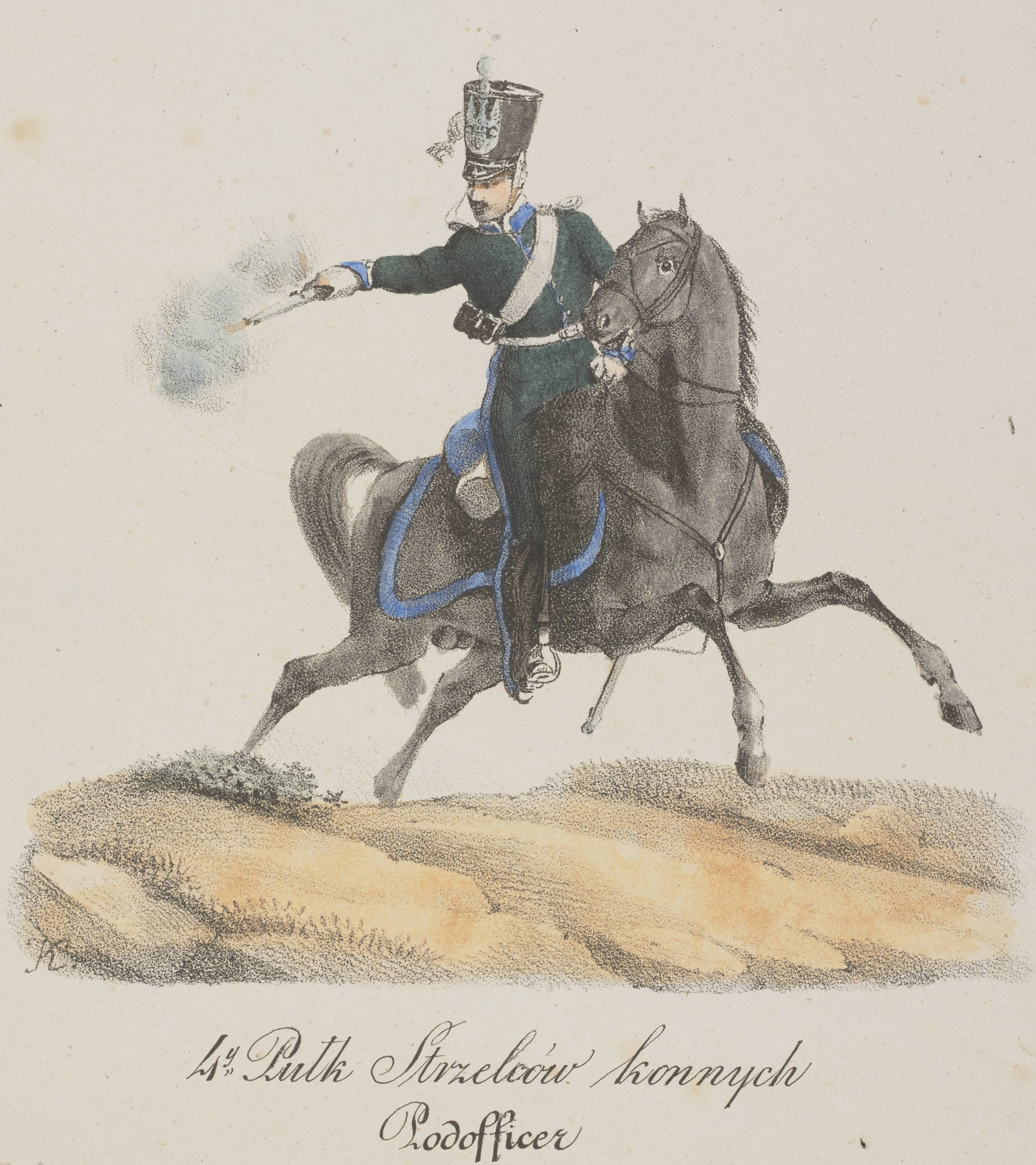
Podoficer 4 Pułku Strzelców Konnych na litografii Józefa Kondratowicza (1829)

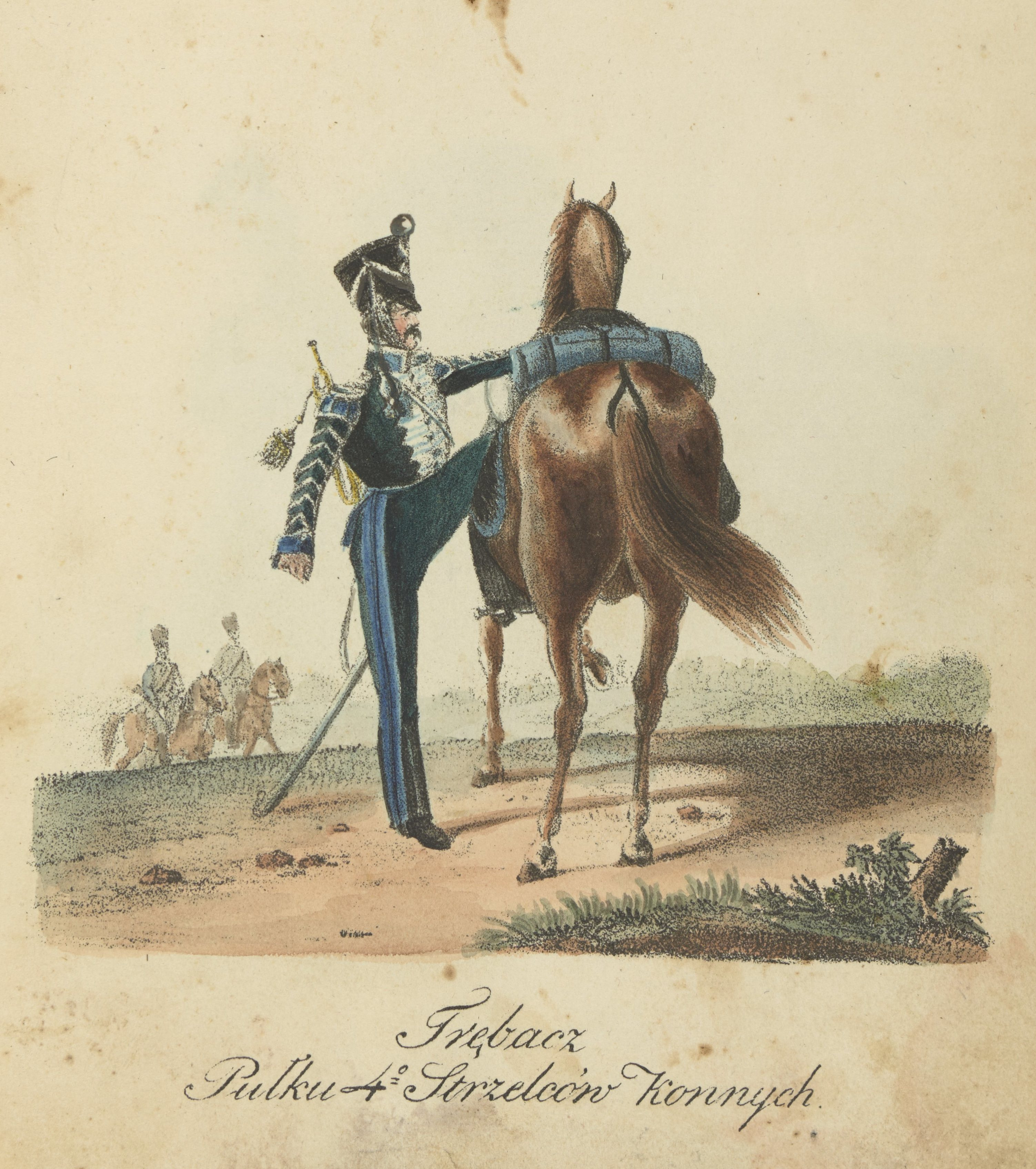
Trębacz 4 Pułku Strzelców Konnych na litografii Józefa Lexa (1826)

Pułk 4 Strzelców Konnych – oddział strzelców konnych Wojska Polskiego Królestwa Kongresowego.

## Formowanie i zmiany organizacyjne
Pułk został sformowany w 1815 roku. Składał się z czterech szwadronów i piątego rezerwowego. Szwadrony pierwszy i drugi stanowiły 1 dywizjon, a trzeci i czwarty wchodziły w skład 2 dywizjonu. Szwadron dzielił się na dwa półszwadrony, każdy półszwadron na dwa plutony, każdy pluton na półplutony czyli sekcje. Pluton dzielił się także na oddziały, czyli trójki, po trzy roty każdy.
Wchodził w skład 2 brygady Dywizji Strzelców Konnych Królestwa Kongresowego.

## Ubiór
Barwą pułku był kolor niebieski.
Kurtka szaszerska zielona z kolorowymi wypustkami i łapkami na kołnierzu, białymi guzikami z numerem 4. Naramienniki metalowe białe z podszewką barwy niebieskiej.
Lejbiki sukienne zielone z wypustkami koloru niebieskiego na kołnierzu i rękawach oraz na naramiennikach z sukna zielonego. Spodnie paradne zielone z lampasami szerokimi barwy niebieskiej i karwaszami skórzanymi do kolan.

## Dyslokacja pułku
Stanowisko: województwo mazowieckie:
miejsce dyslokacji w 1830
- sztab – Kutno
- 1 szwadron – Łęczyca
- 2 szwadron – Kutno
- 3 szwadron – Kłodawa
- 4 szwadron – Koło
- rezerwa – Dąbrowice

## Konie
Pułk posiadał konie kare.
- 1 szwadron – konie jednostajnej maści
- 2 szwadron – konie mogły mieć gwiazdki na czole
- 3 szwadron – konie mogły mieć gwiazdki, strzałki i pęciny
- 4 szwadron – konie mogły mieć łysiny
- trębacze – konie gniado-srokate

Konie żołnierskie miały ogony obcięte do kolon i przerywane. Konie oficerskie – anglizowane (anglizowanie polegało na przecinaniu tych mięśni, które sprawiają, że ogon koński w naturalny sposób przylega do zadu)..

## Żołnierze pułku
Dowódcy pułku:
- płk Aleksander Oborski (20 stycznia 1815),
- płk Hieronim Michał Kossecki
- płk Józef Kamieński (1825 do 1 lutego 1831),
- ppłk Franciszek Katerla,
- ppłk Adam Kosiński (14 lipca 1831).

## Walki pułku
Pułk brał udział w walkach w czasie powstania listopadowego.
Bitwy i potyczki:
- Ostrołęka (4 kwietnia)
- Udrzyn (18 kwietnia)
- Zawady (8 maja)
- Wilno (19 czerwca)